# العلاقات الإماراتية المارشالية
العلاقات الإماراتية المارشالية هي العلاقات الثنائية التي تجمع بين الإمارات العربية المتحدة وجزر مارشال.

## مقارنة بين البلدين
هذه مقارنة عامة ومرجعية للدولتين:
| وجه المقارنة                                              | الإمارات العربية المتحدة | جزر مارشال                     |
| --------------------------------------------------------- | ------------------------ | ------------------------------ |
| المساحة (كم2)                                             | 83.60 ألف                | 181                            |
| عدد السكان (نسمة)                                         | 9.40 مليون               | 53.13 ألف                      |
| الكثافة السكانية (ن./كم²)                                 | 112.44                   | 29.35 ألف                      |
| العاصمة                                                   | أبو ظبي                  | ماجورو                         |
| اللغة الرسمية                                             | اللغة العربية            | لغة إنجليزية، اللغة المارشالية |
| العملة                                                    | درهم إماراتي             | دولار أمريكي                   |
| الناتج المحلي الإجمالي (بليون دولار)                      | 382.58 مليار             | 199.40 مليون                   |
| الناتج المحلي الإجمالي (تعادل القوة الشرائية) بليون دولار | 640.72 مليار             | 207.25 مليون                   |
| الناتج المحلي الإجمالي الاسمي للفرد دولار أمريكي          | 40.44 ألف                | 3.38 ألف                       |
| الناتج المحلي الإجمالي للفرد دولار أمريكي                 | 67.67 ألف                | 3.80 ألف                       |
| مؤشر التنمية البشرية                                      | 0.835                    |                                |
| رمز المكالمات الدولي                                      | +971                     | +692                           |
| رمز الإنترنت                                              | .ae، .امارات             | .mh                            |
| المنطقة الزمنية                                           | ت ع م+04:00              | ت ع م+12:00                    |

## منظمات دولية مشتركة
يشترك البلدان في عضوية مجموعة من المنظمات الدولية، منها:
| علم المنظمة | اسم المنظمة                   | تاريخ انضمام الإمارات العربية المتحدة | تاريخ انضمام جزر مارشال |
| ----------- | ----------------------------- | ------------------------------------- | ----------------------- |
|             | البنك الدولي للإنشاء والتعمير | 22 سبتمبر 1972                        | 21 مايو 1992            |
|             | يونسكو                        | 20 أبريل 1972                         | 30 يونيو 1995           |
|             | الاتحاد الدولي للاتصالات      | 27 يونيو 1972                         | 22 فبراير 1996          |
|             | مؤسسة التمويل الدولية         | 30 سبتمبر 1977                        | 23 سبتمبر 1992          |
|             | منظمة الشرطة الجنائية الدولية | ?                                     | ?                       |
|             | الأمم المتحدة                 | 9 ديسمبر 1971                         | 17 سبتمبر 1991          |
|             | مؤسسة التنمية الدولية         | 23 ديسمبر 1981                        | 19 يناير 1993           |
|             | منظمة حظر الأسلحة الكيميائية  | ?                                     | ?                       |

## وصلات خارجية
- موقع وزارة الخارجية الإماراتية